# Первомайське (Стерлітамацький район)
Первома́йське (рос. Первомайское, башк. Первомайский) — село у складі Стерлітамацького району Башкортостану, Росія. Адміністративний центр Первомайської сільської ради.
Населення — 918 осіб (2010; 977 в 2002).
Національний склад:
- башкири — 29%
- росіяни — 29%